# Thalassoma robertsoni
Thalassoma robertsoni е вид лъчеперка от семейство Labridae. Видът е световно застрашен, със статут Уязвим.

## Разпространение
Разпространен е във Франция (Клипертон) и Френска Полинезия.